# My Songs Know What You Did in the Dark (Light Em Up)
"My Songs Know What You Did in the Dark (Light Em Up)" bài hát được viết và thu âm bởi ban nhạc rock người Mỹ Fall Out Boy, phát hành như đĩa đơn trong album phòng thu thứ năm của họ, Save Rock and Roll. Nó phục vụ như là đĩa đơn trở lại của ban nhạc sau ba năm vắng bóng và tạo ra vào đầu năm 2013. Ca khúc và video âm nhạc của nó được phát hành vào ngày 4 tháng 2 năm 2013 trên toàn thế giới và 5 tháng 2 năm 2013 ở Bắc Mỹ trùng hợp với những tin tức chính thức của thay đổi của ban nhạc.
Video âm nhạc là phần 1 của The Young Blood Chronicles, một loạt liên tục trong đó một đoạn video sẽ được ghi lại cho mỗi bài hát trên Save Rock and Roll là một phần của câu chuyện."My Songs Know What You Did in the Dark (Light Em Up)" đạt mốc 2 triệu lượt tải kỹ thuật số vào tháng 7 năm 2013, là bài hát thứ tư của Fall Out Boy làm được như vậy. Nó được đặt tên bởi BBC Radio 1 là một trong "Top 100 Tracks of the Past 5 Years".

## Danh sách bài hát
| Tải kỹ thuật số | Tải kỹ thuật số                                        | Tải kỹ thuật số |
| STT             | Nhan đề                                                | Thời lượng      |
| --------------- | ------------------------------------------------------ | --------------- |
| 1.              | "My Songs Know What You Did in the Dark (Light Em Up)" | 3:08            |

## Bảng xếp hạng và chứng nhận
| BXH (2013)                           | Vị trí cao nhất |
| ------------------------------------ | --------------- |
| Úc (ARIA)                            | 30              |
| Bỉ (Ultratip Flanders)               | 33              |
| Canada (Canadian Hot 100)            | 19              |
| Cộng hòa Séc (Rádio Top 100)         | 28              |
| Pháp (SNEP)                          | 89              |
| Ireland (IRMA)                       | 33              |
| Japan (Japan Hot 100)                | 28              |
| Hà Lan (Dutch Top 40)                | 35              |
| New Zealand (Recorded Music NZ)      | 13              |
| Scotland (OCC)                       | 2               |
| Slovakia (Rádio Top 100)             | 41              |
| Anh Quốc (OCC)                       | 5               |
| Anh Quốc Rock and Metal (OCC)        | 1               |
| Hoa Kỳ Billboard Hot 100             | 13              |
| Hoa Kỳ Pop Airplay (Billboard)       | 7               |
| Hoa Kỳ Adult Pop Airplay (Billboard) | 15              |
| Hoa Kỳ Alternative Songs (Billboard) | 7               |
| US Rock Songs (Billboard)            | 2               |
| US Mainstream Rock (Billboard)       | 40              |

| Quốc gia                                                                           | Chứng nhận  | Số đơn vị/doanh số chứng nhận |
| ---------------------------------------------------------------------------------- | ----------- | ----------------------------- |
| Úc (ARIA)                                                                          | Gold        | 35.000^                       |
| New Zealand (RMNZ)                                                                 | Gold        | 7.500*                        |
| Hoa Kỳ (RIAA)                                                                      | 3× Platinum | 3,000,000                     |
| * Chứng nhận dựa theo doanh số tiêu thụ. ^ Chứng nhận dựa theo doanh số nhập hàng. |             |                               |

| BXH (2013)                | Vị trí |
| ------------------------- | ------ |
| Canada (Canadian Hot 100) | 72     |
| US Billboard Hot 100      | 40     |